# Prêmio George Pólya
O Prêmio George Pólya (em inglês:  George Pólya Prize) é um prêmio de matemática concedido pela Society for Industrial and Applied Mathematics (SIAM). Foi concedido a primeira vez em 1969, homenageando o matemático húngaro George Pólya. É atualmente concedido em anos pares. Inicialmente o valor monetário do prêmio foi oferecido por Frank Harary, que doou os ganhos obtidos com seu livro sobre teoria dos grafos. Depois esta incumbência foi assumida pela SIAM.
O Prêmio George Pólya é concedido bianualmente, alternando entre duas categorias: (1) por uma aplicação notável da teoria combinatória, e (2) por uma contribuição notável em outra área de interesse de George Pólya, como por exemplo teoria da aproximação, análise complexa, teoria dos números, polinômios ortogonais, teoria das probabilidades, ou descobertas e ensino da matemática.

## Laureados
- 1971 Ronald Graham, Klaus Leeb, Bruce Lee Rothschild, Alfred Washington Hales e Robert Israel Jewett
- 1975 Richard Peter Stanley, Endre Szemerédi e Richard Michael Wilson
- 1979 László Lovász
- 1983 Anders Björner e Paul Seymour
- 1987 Andrew Chi-Chih Yao
- 1992 Gil Kalai e Saharon Shelah
- 1994 Gregory Chudnovsky e Harry Kesten
- 1996 Jeff Kahn e David Reimer
- 1998 Percy Deift, Xin Zhou e Peter Sarnak
- 2000 Noga Alon
- 2002 Craig Tracy e Harold Widom
- 2004 Neil Robertson e Paul Seymour
- 2006 Greg Lawler, Oded Schramm, Wendelin Werner
- 2008 Van Ha Vu
- 2010 Emmanuel Candès e Terence Tao
- 2012 Vojtěch Rödl e Mathias Schacht
- 2014 Adam Marcus, Daniel Spielman e Nikhil Srivastava
- 2016 József Balogh, Robert Morris e Wojciech Samotij, David Saxton e Andrew Thomason